# Physalaemus insperatus
Physalaemus insperatus é uma espécie de anfíbio da família Leptodactylidae. Endêmica do Brasil, pode ser encontrada no município de Guaratuba, no estado do Paraná.